# Heliconius flavidior
Heliconius flavidior är en fjärilsart som beskrevs av Heinrich Neustetter 1928. Heliconius flavidior ingår i släktet Heliconius och familjen praktfjärilar. Inga underarter finns listade i Catalogue of Life.